# ИМВ
ИМВ (от Импульсный Минный Взрыватель) — советский электрический взрыватель, предназначенный для использования, прежде всего, в качестве источника электроэнергии при установке осколочно-фугасных мин, мин-сюрпризов и т.п. Может также быть использован для приведения в действие средств постановки дымовых завес и устройств огнеметания.

## Конструкция и комплектность
Комплектуется отрезком вязальной проволоки длиной 10 метров, одним-двумя колышками и куском проволоки с петлей и карабином для установки.

## Тактико-технические характеристики
| характеристика                 | значение   |
| ------------------------------ | ---------- |
| Материал                       | сталь      |
| Масса                          | 650 грамм  |
| Диаметр                        | 44 мм      |
| Высота                         | 115 мм     |
| Усилие выдергвания боевой чеки | 2,5-3,5 кг |
| Сопротивление линии подрыва    | до 5 Ом    |